# Maria Grazia Cucinotta
Maria Grazia Cucinotta, née le 27 juillet 1968 à Messine, en Sicile, est une actrice, productrice et mannequin italienne.
Elle est internationalement connue pour sa participation, aux côtés de Massimo Troisi et Philippe Noiret, au film franco-belgo-italien Le Facteur (1994) et pour son apparition en James Bond girl dans le film américano-britannique Le monde ne suffit pas (1999) avec Pierce Brosnan et Sophie Marceau.

## Biographie
Après avoir obtenu un diplôme d'analyse comptable, elle s'installe à Brescia, où elle acquiert de l'expérience dans le domaine de la mode. En 1987, elle participe au concours Miss Italie, puis elle est choisie par Renzo Arbore, en tant qu'assistante, pour l'émission Indietro tutta! ; elle joue également le même rôle pendant l'été 1992 pour l'émission Il TG delle vacanze de Canale 5, aux côtés de Zuzzurro et Gaspare. En 1989, elle est choisie pour jouer le rôle principal féminin dans le clip vidéo de la chanson Diamante, aux côtés de Zucchero Fornaciari, et la même année, elle participe en tant que correspondante, aux côtés de Valerio Merola, au Festival de Sanremo 1989. En 1990, elle fait ses débuts dans le film Vacanze di Natale '90 (1990) d'Enrico Oldoini.
En 1994, Massimo Troisi la choisit comme partenaire dans le film Le Facteur, aux côtés de Philippe Noiret qui interprète Pablo Neruda. Ce film de Michael Radford d'après le roman Une ardente patience d'Antonio Skármeta, la fait connaître non seulement en Italie mais dans le monde entier. En 1995, elle joue dans I laureati (it) de Leonardo Pieraccioni et dans le film d'épouvante espagnol Le Jour de la bête d'Álex de la Iglesia, dans le rôle de la petite amie du journaliste. En 1996, elle revient en Italie avec Il sindaco (it) d'Ugo Fabrizio Giordani (it) et Italiani (it) de Maurizio Ponzi, dans le double rôle de la mère et de la fille. Elle joue également dans le téléfilm Père et prêtre de Sergio Martino. En 1997, elle joue dans le téléfilm Le Quatrième Roi, de Stefano Reali, tourné en Tunisie avec Raoul Bova, tandis qu'au cinéma, elle est la protagoniste du film Camere da letto (it), avec Diego Abatantuono, Ricky Tognazzi et Simona Izzo (qui est également la réalisatrice du film). En 1997, elle pose également pour un calendrier du magazine Panorama.

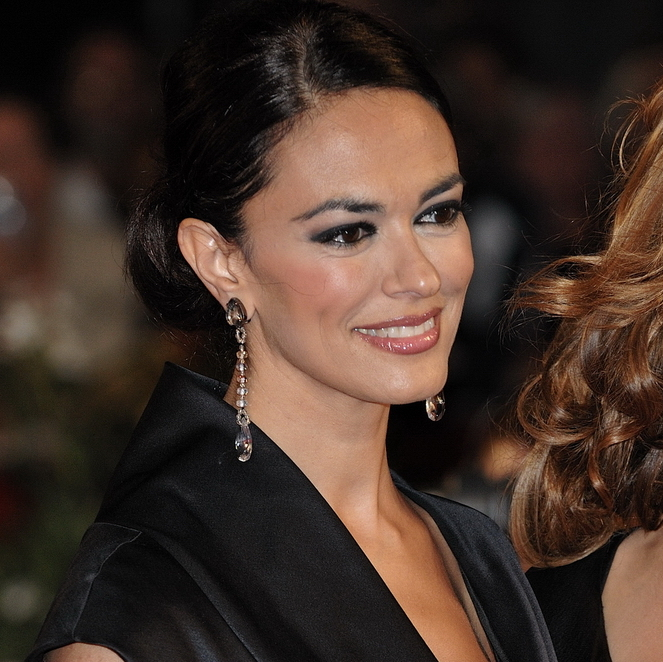
Maria Grazia Cucinotta à la Mostra de Venise 2009.

En 1998, elle joue dans la comédie La seconda moglie (it), réalisée par Ugo Chiti, et dans la comédie Los Angeles - Cannes solo andata (it), tournée entre Los Angeles et Cannes avec Harry Dean Stanton. En outre, avec Michelle Hunziker et Nathalie Caldonazzo, elle a accompagné Pippo Baudo dans l'émission La festa del disco sur Canale 5. En 1999, elle joue dans un épisode de la série américaine Les Soprano et fait également une apparition dans le film Le monde ne suffit pas, aux côtés de Pierce Brosnan dans le rôle de James Bond : pour ce film, elle avait été initialement sélectionnée pour être la principale James Bond girl, mais Sophie Marceau lui a été finalement préférée parce qu'elle ne parlait pas suffisamment bien l'anglais. En 2000, elle tourne pourtant dans cette langue le film Morceaux choisis avec Woody Allen et Sharon Stone.
En 2005, elle a commencé à travailler en tant que productrice de films avec le film choral Les Enfants invisibles, une collection franco-italienne de courts métrages commissionnée par le gouvernement italien et le Programme alimentaire mondial (PAM). Parmi les nombreux réalisateurs figurent l'Italien Stefano Veneruso (it), le Français Mehdi Charef, le Serbe Emir Kusturica, la Brésilienne Kátia Lund, l'Américain Spike Lee, les Britanniques Ridley Scott et Jordan Scott et le Hongkongais John Woo. La même année, elle est tête d'affiche du film Miracle à Palerme, aux côtés de Tony Sperandeo, Vincent Schiavelli et Luigi Maria Burruano. En 2006, elle joue dans la mini-série télévisée Pompei, diffusée en mars de la même année sur Rai 1 et réalisée par Giulio Base. Elle a également acquis de l'expérience en tant qu'actrice de doublage pour le dessin animé Les Simpson, ainsi qu'en 2006 pour des films tels que Felix il coniglietto e la macchina del tempo de Giuseppe Laganà. Dans le film Last Minute Marocco (it), sorti en 2007 et réalisé par Francesco Falaschi, Cucinotta est productrice et actrice dans un second rôle. En 2009, elle a été choisie comme marraine de la Mostra de Venise.
En août 2009, elle remporte le Premio Maratea per il Cinema lors du festival Incontro fra le arti organisé par l'association Le Tre Torri. En 2010, elle poursuit sa relation avec le cinéma américain en jouant un rôle aux côtés d'Anthony Hopkins dans le film Le Rite du Suédois Mikael Håfström et reçoit le Premio America de la Fondazione Italia USA. Toujours en 2010 sort L'imbroglio nel lenzuolo, où elle est non seulement actrice, aux côtés d'Anne Parillaud et de Geraldine Chaplin, mais aussi scénariste et productrice.
En 2011, elle fait ses débuts en tant que réalisatrice avec le court métrage Il maestro présenté en compétition à la 68e Mostra de Venise dans la section Controcampo Italiano. Le court métrage a ensuite été diffusé par la chaîne satellite DIVA Universal de Sky Italia. En 2012, elle joue dans le film italien La moglie del sarto (it) réalisé par Massimo Scaglione (it). En 2015, elle fait partie de la distribution du film Babbo Natale non viene da Nord (it). Le 7 mai 2019, elle ouvre l'organisation à but non lucratif Vite senza paura, pour lutter contre les formes d'abus telles que le harcèlement, la violence contre les femmes et la marginalisation, en soutenant le projet Anche io ho denunciato de Sabrina Lembo (it). Depuis 2021, elle anime l'émission de télévision L'ingrediente perfetto, sur LA7. En 2023, elle participe à la chanson et au clip vidéo de Insieme écrit par Raffaele Andrea Viscuso (it) pour le projet social de l'association MARIS (Maladies rhumatismales de l'enfance en Sicile), afin de donner une voix aux enfants et aux jeunes souffrant de ces pathologies.

## Vie privée
Maria Grazia Cucinotta est catholique et dévote à Saint Antoine de Padoue. Depuis le 7 octobre 1995, elle est mariée à Giulio Violati, dont elle a eu une fille en 2001.

## Filmographie partielle

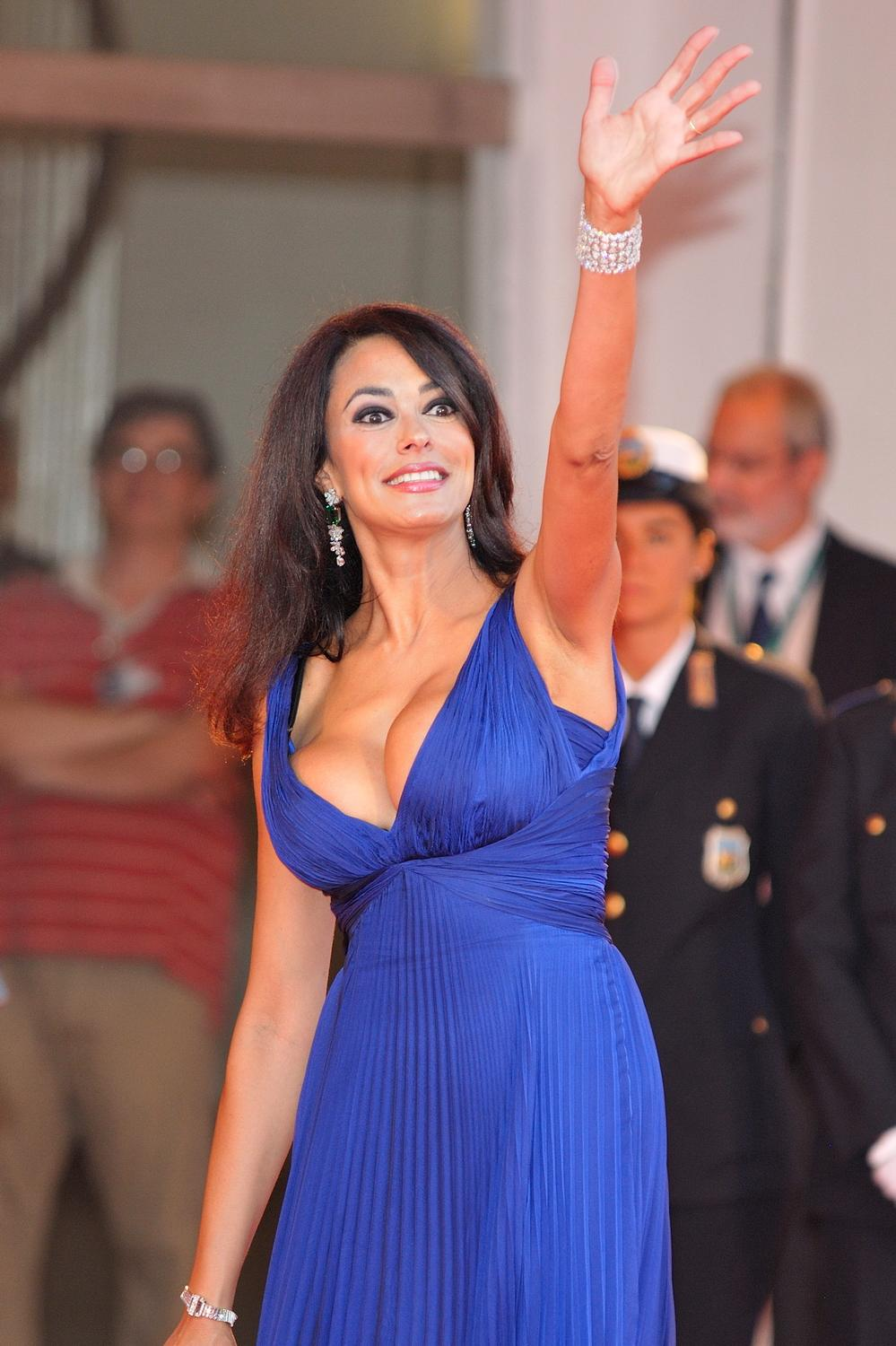
Maria Grazia Cucinotta au Festival international d'art cinématographique de Venise 2009.

### Actrice de cinéma
- 1990 : Vacanze di Natale '90 d'Enrico Oldoini : Arabella
- 1990 : Viaggio d'amore d'Ottavio Fabbri (it)
- 1993 : Alto rischio (it) de Stelvio Massi : Olga
- 1993 : Cominciò tutto per caso (it) d'Umberto Marino : Possession
- 1993 : Abbronzatissimi 2 - Un anno dopo (it) de Bruno Gaburro
- 1994 : Le Facteur (Il postino) de Michael Radford : Beatrice Russo
- 1995 : I laureati (it)  de Leonardo Pieraccioni : Letizia
- 1995 : Le Jour de la bête (El Día de la bestia) d'Álex de la Iglesia : Susana
- 1996 : Italiani (it) de Maurizio Ponzi : Maria / Donatella
- 1996 : Il sindaco (it) d'Ugo Fabrizio Giordani (it)
- 1997 : Il decisionista (it) de Mauro Cappelloni : la journaliste
- 1997 : A Brooklyn State of Mind de Frank Rainone : Gabriela
- 1997 : Camere da letto (it) de Simona Izzo : Maddalena
- 1998 : Los Angeles - Cannes solo andata (it) de Guy Greville-Morris : Alina
- 1998 : La seconda moglie (it) de Ugo Chiti : Anna
- 1999 : Le monde ne suffit pas (The World Is Not Enough) de Michael Apted : Giulietta da Vinci
- 2000 : Morceaux choisis (Picking Up the Pieces) d'Alfonso Arau : Desi
- 2000 : Juste une nuit (Just One Night) d'Alan Jacobs : Aurora
- 2001 : Stregati dalla luna (it) de Pino Ammendola et Nicola Pistoia : Miria
- 2001 : Strani accordi, court métrage de Stefano Veneruso : Giulia
- 2004 : Vanille et Chocolat (Vaniglia e cioccolato) de Ciro Ippolito : Penelope
- 2004 : Mariti in affitto (it) d'Ilaria Borrelli : Maria Scocozza
- 2005 : Miracle à Palerme (Miracolo a Palermo!) de Beppe Cino : Sara
- 2005 : Les Enfants invisibles (All the Invisible Children) : la serveuse
- 2006 : Uranya de Costas Kapakas
- 2007 : Sweet Sweet Marja (it) d'Angelo Frezza
- 2007 : Last Minute Marocco (it) de Francesco Falaschi (it)
- 2008 : Io non ci casco (it) de Pasquale Falcone (it)
- 2008 : Flores negras de David Carreras : Martha
- 2008 : La bella società (it) de Gian Paolo Cugno (it)
- 2008 : Viola di mare de Donatella Maiorca : Agnèse
- 2009 : L'imbroglio nel lenzuolo  d'Alfonso Arau
- 2010 : Un giorno della vita (it) de Giuseppe Papasso
- 2010 : The Museum of Wonders (it) de Domiziano Cristopharo
- 2011 : Le Rite de Mikael Håfström
- 2011 : La moglie del sarto (it) de Massimo Scaglione (it)
- 2013 : C'è sempre un perché de Dario Baldi
- 2013 : Maldamore (it) d'Angelo Longoni
- 2015 : Nomi e cognomi (it) de Sebastiano Rizzo
- 2015 : Babbo Natale non viene da Nord (it) de Maurizio Casagrande (it)
- 2017 : Le verità (it) de Giuseppe Alessio Nuzzo (it)
- 2018 : L'ombra del lupo (it) d'Alberto Gelpi : Eleonora
- 2019 : Tutto liscio (it) d'Igor Maltagliati
- 2019 : Forse è solo mal di mare (it) de Simona De Simone
- 2021 : American Night (en) d'Alessio della Valle
- 2022 : Gli anni belli (it) de Lorenzo d'Amico de Carvalho
- 2023 : Goffredo e l'Italia chiamò d'Angelo Antonucci
- 2023 : Il meglio di te (it) de Fabrizio Maria Cortese

### Actrice de télévision
- 1991 : Andy e Norman (série télévisée)
- 1991 : La Ragnatela (feuilleton TV)
- 1995 : Alta società (feuilleton TV)
- 1996 : La Signora della città (TV)
- 1997 : Solomon (TV) : Abishag
- 1997 : Le Quatrième Roi (Il Quarto re), téléfilm de Stefano Reali : Izhira
- 1997 : L'Avvocato Porta (série télévisée) : Lucia (1999)
- 1998 : Père et prêtre (Padre papà) (TV) : Luisa
- 1999 : Nouvelle vie, nouvelle donne (In punta di cuore) (TV) : Lucia
- 1999 : Les Soprano (TV) : Isabella
- 2000 : Gli Amici di Gesù - Maria Maddalena (TV) : Maria Maddalena
- 2001 : Il Bello delle donne (série télévisée) : Rosy Fumo
- 2001 : Gli Amici di Gesù - Tommaso (TV) : Maria Maddalena
- 2003 : Marcinelle (TV) : Santina
- 2007 : Pompei (mini-série TV)

### Productrice de cinéma
- 2005 : Les Enfants invisibles (All the Invisible Children)
- 2012 : Tulpa